# General Electric
General Electric (GE) foi um conglomerado multinacional de Nova York e sediado em Boston, Massachusetts, Estados Unidos. Em 2016, a empresa atuava nos seguintes segmentos: aviação, software, conexões de energia, pesquisa global, assistência médica, iluminação, petróleo e gás, energia renovável, transportes e capital, serviços financeiros, dispositivos médicos, ciências da vida, produtos farmacêuticos, indústria automotiva e indústrias de engenharia.
Em 2017, a GE foi classificada na Fortune 500 como a terceira maior empresa dos Estados Unidos por receita bruta. Em 2011, a GE foi classificada como a 14ª mais lucrativa. Em 2012, a empresa foi listada como a quarta maior do mundo entre o Forbes Global 2000, onde são outras métricas são levadas em consideração. O Prêmio Nobel foi premiado duas vezes aos funcionários da General Electric: Irving Langmuir em 1932 e Ivar Giaever em 1973.
Em 13 de janeiro de 2016, foi anunciado que a GE iria mudar sua sede corporativa de Fairfield, Connecticut (onde esteve desde 1974) para o bairro South Boston Waterfront de Boston, Massachusetts. O primeiro grupo de trabalhadores chegou no verão de 2016 e a transferência completa será completada até 2018.
Em 2024, a GE foi dividida entre três empresas independentes de capital aberto: a GE Aerospace, a GE Healthcare e a GE Vernova.

## História

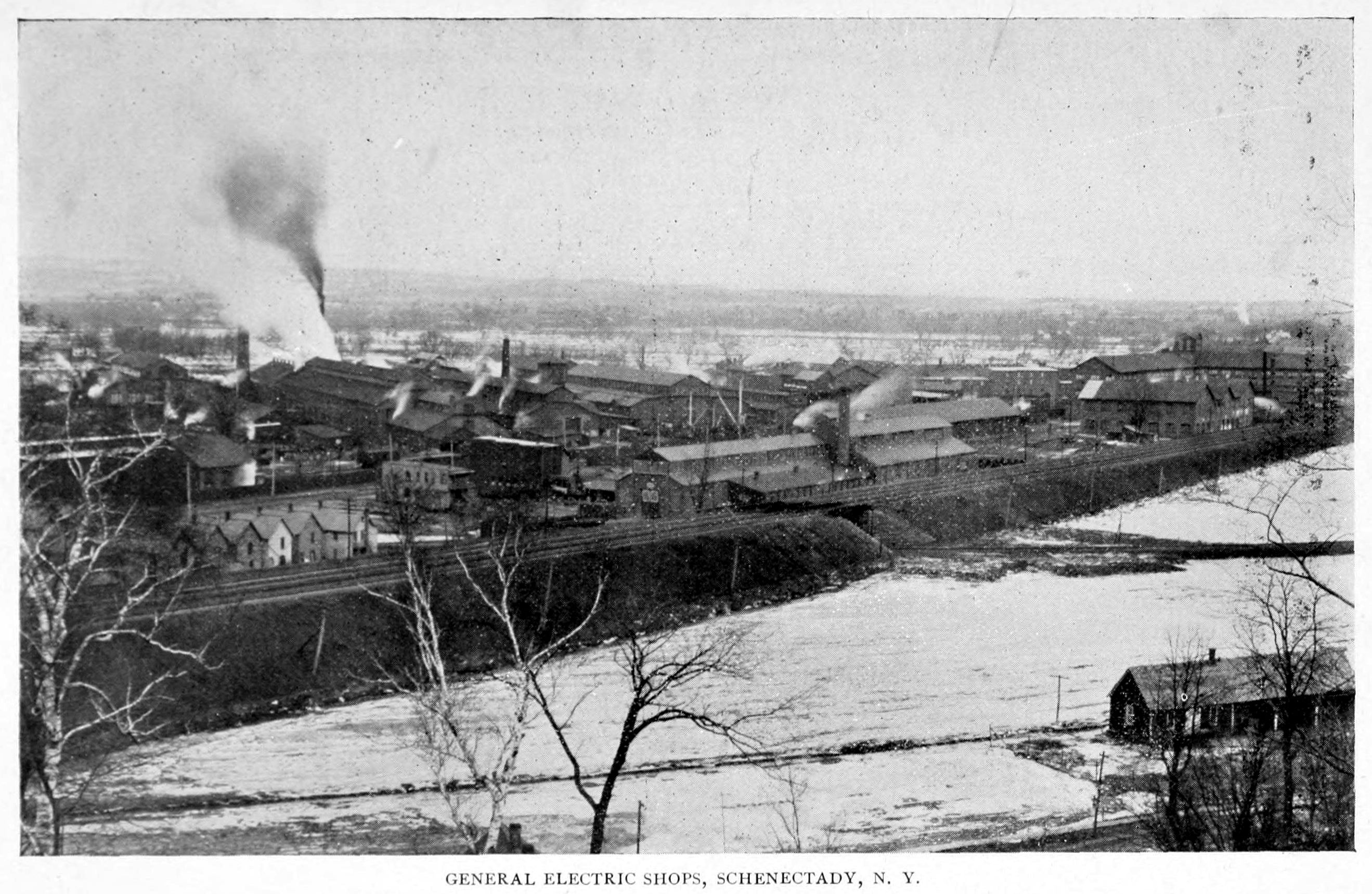
General Electric em Schenectady, NY, 1896.

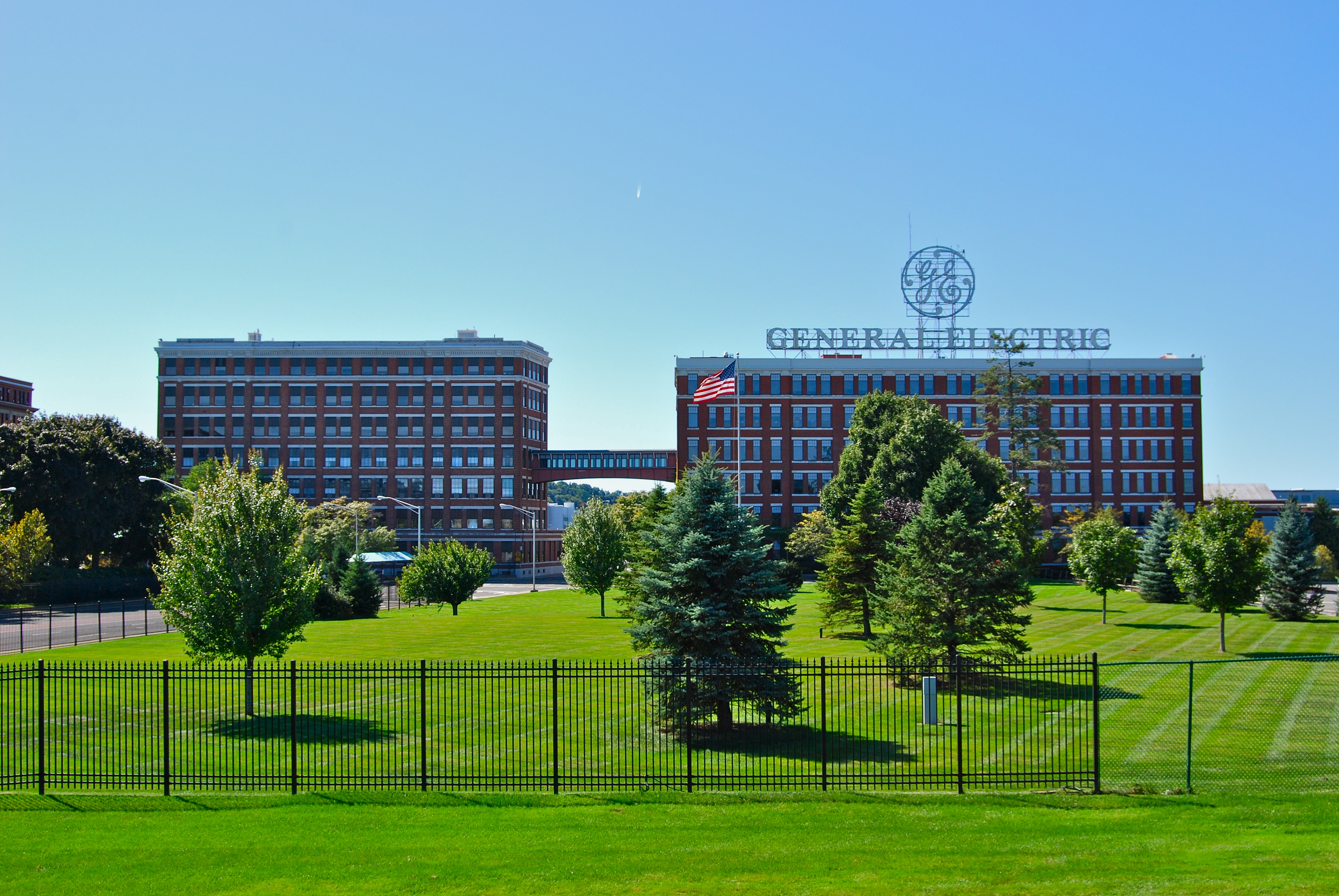
Fábrica da GE em Schenectady, NY.

Foi fundada por Thomas Edison em 1878 com o nome de Edison Electric Light Company.
Um ano depois, em Nova Jersey (EUA), Edison inventa a primeira lâmpada incandescente com filamento de carbono comercialmente viável. Ainda em 1879, Edison e sua equipe desenvolvem o primeiro dínamo, capaz de fornecer energia elétrica para um bairro inteiro.
No ano seguinte (1880), Edison registra a patente de sua lâmpada, incluindo as características fundamentais da lâmpada por filamento de carbono. Ainda neste ano, ele aumenta a vida útil das lâmpadas para 600 horas de duração.
Em 1882 Thomas Edison lança seu primeiro negócio de energia e constrói a primeira Central de Energia dos Estados Unidos, em Nova York (EUA), com o nome de Edison Electric Illuminating Company.
Oito anos depois (1890) a primeira fábrica de lâmpadas incandescentes é fundada em Menlo Park, Nova Jersey (EUA).
Em 1892, já nas mãos de J. P. Morgan, principal patrocinador/investidor de Thomas Edison, nasce a General Electric Company a partir da fusão entre a Edison General Electric Company e a Thomson-Houston Company.

Dois anos depois, em 1900, é registrada a marca GE (monograma/logotipo) como conhecemos até hoje.
Em 1959, a General Electric foi acusada de promover o maior cartel ilegal dos Estados Unidos desde a adopção do Sherman Antitrust Act. (1890), o Cartel Phoebus, de modo a manter os preços artificialmente elevados. No total, 29 empresas e 45 executivos serão condenados. Inquéritos parlamentares subsequentes revelaram que o "crime de colarinho branco" era de longe a forma mais dispendiosa de crime para as finanças dos Estados Unidos.